# Quioich
Quioich är en ort i Mexiko.   Den ligger i kommunen Sabanilla och delstaten Chiapas, i den sydöstra delen av landet, 700 km öster om huvudstaden Mexico City. Quioich ligger 602 meter över havet och antalet invånare är 221.
Terrängen runt Quioich är bergig åt nordväst, men åt sydost är den kuperad. Runt Quioich är det ganska tätbefolkat, med 96 invånare per kvadratkilometer. Närmaste större samhälle är Simojovel de Allende, 10,6 km sydväst om Quioich. Trakten runt Quioich består till största delen av jordbruksmark.